# بورنهاوزن
بورنهاوزن (به آلمانی: Bornhausen) یک منطقهٔ مسکونی در آلمان است که در زیزن واقع شده‌است. بورنهاوزن ۱٬۰۳۱ نفر جمعیت دارد.